# Келарви
Келарви — озеро на территории Воломского сельского поселения Муезерского района Республики Карелия.

## Общие сведения
Площадь озера — 2,2 км², площадь водосборного бассейна — 16,4 км². Располагается на высоте 249,7 метров над уровнем моря.
Форма озера лопастная, продолговатая: вытянуто с северо-запада на юго-восток. Берега каменисто-песчаные, местами заболоченные.
С юго-западной стороны озера вытекает река Хауге, втекающая по правому берегу в реку Пенинга, которая впадает в Лексозеро, откуда через реки Сулу и Лендерку воды в итоге попадают в Балтийское море.
Ниже по течению в реку Хауге по левому берегу впадает река Элин.
С юго-запада к озеру подходит лесовозная дорога.
Код объекта в государственном водном реестре — 01050000111102000010717.